# Pterolophia rosacea
Pterolophia rosacea là một loài bọ cánh cứng trong họ Cerambycidae.